# Himavat
U hinduističkoj mitologiji, Himavat(a) (sanskrt हिमवत् = „mrazni/smrznuti”) — također poznat kao Himavant (हिमावन्त = „ledeni”), Himavana (हिमवान = „snježni”), Himaraja (हिमराज = „kralj snijega”) ili Parvateshwara (पर्वतेश्वर = „gospodar planina”) — bog je i kralj Himalaja, kao i personifikacija tog planinskog lanca. Njegova je supruga kraljica Menavati, kći planine Meru, dok su Himavatove kćeri Ragini, Ganga — božica Gangesa — i velika božica Parvati. Himavat je spomenut u svetom tekstu naziva Devi-Bhagavata Purana, koji je posebno važan u šaktizmu.
Prema mitu, Parvati je reinkarnacija božice Sati, koja je sama inkarnacija vrhovne božice Šakti. Mnogo godina nakon Satinog samoubojstva, ona je rođena kao Parvati, koja se udala za boga Šivu.